# 线叶柳
线叶柳（学名：Salix wilhelmsiana）为杨柳科柳属的植物。分布在印度、欧洲、巴基斯坦、伊朗、俄罗斯以及中国大陆的新疆、甘肃、内蒙古、宁夏等地，生长于海拔1,500米至2,000米的地区，多生长于荒漠或半荒漠地区的河谷，目前尚未由人工引种栽培。

## 异名
- Salix wilhelmsiana M. B. f. ciliuensis C. F. Fang et H. L. Yang
- Salix wilhelmsiana M. B. var. latifolia Ch. Y. Yang
- Salix wilhelmsiana M. B. var. leiocarpa Ch. Y. Yang